# Huracán
Huracán („Einbein“, alternative Namen: Hunracán, Juracán, Yuracán, Yerucán, Yorocán, Hurakan, Hurrican) war in der Mythologie der Maya der Gott des Windes, des Sturmes und des Feuers. Er soll auch mit Gott K, Tohil, Bolon Tzacab und Kauil gleichzusetzen sein. 
Er war einer von den Schöpfer-Gottheiten, der an allen drei Versuchen teilnahm, die Menschheit zu erschaffen. Nachdem die ersten Menschen die Götter verärgert hatten, verursachte er die Sintflut. Er lebte in den windigen Nebeln über den Wasserfluten und wiederholte das Wort „Erde“ so lange, bis Land aus den Meeren aufstieg. 
Er hat nur ein Bein (das andere ist in eine Schlange umgewandelt), eine tiergestaltige Schnauze oder lange Nase, sowie einen rauchenden Gegenstand wie eine Zigarre oder ein Fackelhalter oder das Eisen einer Axt, das einen Spiegel auf seiner Stirn durchbohrt.
Den Maya vom Stamm der Quiche war Huracan als Tojil bekannt. Dieser Gott war auch der Patron der weltlichen Gott-Könige der Maya. In Bilderhandschriften und in Stein gehauenen Denkmalen ist Huracan als eine Art lebendes Zepter überliefert. Die in der Stirn steckende Axt wird von Forschern mit Gewittern assoziiert.
Sein Name ist vermutlich Quelle der Wörter „Orkan“ und „Hurrikan“ (englisch: Hurricane).